# Luciano Suriani
Luciano Suriani (Atessa, Abruzos, Italia, 11 de enero de 1957) es un diplomático, obispo católico, teólogo y canonista italiano. Fue ordenado sacerdote en 1981. Desde entonces trabaja para el Servicio Diplomático y la Secretaría de Estado de la Santa Sede.
En 2008 fue nombrado Obispo Titular de Amiternum y Nuncio Apostólico en Bolivia; y al siguiente año pasó a ser Delegado para la Representación Pontificia.
El 7 de diciembre de 2015, fue nombrado por el papa Francisco, como nuevo Nuncio Apostólico en Serbia.

## Primeros años
Nacido en la localidad italiana de Atessa (situada en la Región de Abruzos), el día 11 de enero de 1957.
Cuando terminó sus estudios teológicos y filosóficos en el Seminario Diocesano de Chieti, fue ordenado sacerdote el 5 de agosto de 1981, por "Monseñor" Vincenzo Fagiolo.
Luego siguió con sus estudios superiores en la Pontificia Universidad Lateranense de Roma, donde se licenció en Teología en 1983.
Inmediatamente pasó a ser el pastor en las parroquias de Fallo, Civitaluparella y de su pueblo natal, Atessa.
En 1986 fue admitido como alumno en la Academia Pontificia Eclesiástica y a su vez volvió a la Pontificia Universidad Lateranense, donde en 1990 obtuvo un Doctorado en Derecho Canónico.

### Diplomacia
Seguidamente entró a trabajar en el Servicio Diplomático de la Santa Sede, siendo enviado a las Nunciaturas Apostólicas en Costa de Marfil, Burkina Faso, Níger, Suiza y Liechtenstein.
También perteneció a la Sección para las Relaciones con los Estados y ha sido Consejero en la Nunciatura Italiana.
Entre 1995 y 2004 trabajó para la Secretaría de Estado de la Santa Sede, en la cual colaboró estrechamente con el cardenal francés "Monseñor" Jean-Louis Tauran y ejerció de Director de la Representación Papal en Italia y la República de San Marino.
Cabe destacar que en el 2002, Su Santidad el Papa Juan Pablo II, le otorgó el título honorífico de Prelado de honor de Su Santidad.

## Carrera episcopal
Ya el 22 de febrero de 2008 ascendió al episcopado, cuando el papa Benedicto XVI le nombró como Obispo Titular de la antigua Sede de Amiternum y como Nuncio Apostólico en Bolivia.
Además de su escudo, eligió como lema, la frase "Quod Vult Deus" - (en latín).
Recibió la consagración episcopal el 26 de abril de ese mismo año en la Catedral San Giustino de Chieti, a manos del Cardenal "Monseñor" Tarcisio Bertone actuando como consagrante principal.
Y como co-consagrantes tuvo al también cardenal "Monseñor" Jean-Louis Tauran y al arzobispo metropolitano de esa sede "Monseñor" Bruno Forte.
Más tarde presentó su renuncia al cargo en Bolivia, solicitando ser trasladado a otro lugar por problemas de salud de origen pulmonar, causados principalmente por la alta altitud en la que se encuentra la capital boliviana que era donde residía.
Rápidamente el 21 de noviembre fue sustituido por "Monseñor" Giambattista Diquattro, hasta entonces Nuncio en Panamá.
Posteriormente el 24 de septiembre de 2009 fue designado Delegado para la Representación Pontificia.
Y actualmente tras haber sido nombrado por el papa Francisco, desde el día 7 de diciembre de 2015, es el nuevo Nuncio Apostólico en Serbia.

## Títulos y condecoraciones
| Título                                                      | Fecha | Otorgado por                       |
| ----------------------------------------------------------- | ----- | ---------------------------------- |
| Comendador de la Orden al Mérito de la República Italiana   | 1999  | Presidente. Oscar Luigi Scalfaro   |
| Prelado de honor de Su Santidad                             | 2002  | Su Santidad el Papa. Juan Pablo II |
| Gran Oficial de la Orden al Mérito de la República Italiana | 2015  | Presidente. Sergio Mattarella      |